# L'ultima preda (film 1950)
L'ultima preda (Union Station) è un film noir statunitense del 1950 girato dallo specialista di questo genere cinematografico degli anni cinquanta, Rudolph Maté.
La pellicola inizialmente era stata intitolata Nightmare in Manhattan, ricalcando il successo editoriale dell'omonimo libro con cui Thomas Walsh vinse l'Edgar Award per il miglior romanzo. Tuttavia, poiché la sceneggiatura originale venne modificata e l'ambientazione spostata da New York a Chicago, e la vittima non era più un bambino ma una ragazza, il titolo del film venne cambiato.

## Trama
Joyce Willecombe è la segretaria di un ricco uomo d'affari, Henry Murchison. Di ritorno dal suo lavoro di segretaria, in treno, nota due uomini arrivati in tutta fretta in macchina in una stazione intermedia, li vede salire nella sua carrozza e accomodarsi in due posti diversi e nota anche che uno dei due porta una pistola. Preoccupata che possano essere due malintenzionati, una volta arrivati alla stazione che dà nome al titolo originale in inglese della pellicola, la Union Station di Chicago, decide di segnalare il tutto al tenente William Calhoun, in servizio alla polizia ferroviaria; l'investigazione conseguente la segnalazione, porterà alla scoperta del rapimento di Lorna, la figlia di Henry Murchison.
Durante le ricerche, il tenente Calhoun scopre che la stazione è stata prescelta come luogo di scambio per la consegna del riscatto e lotterà contro il tempo affinché prima del momento convenuto per l'appuntamento venga scoperta l'identità dei criminali.